# سارانده
سارانده (به یونانی: Άγιοι Σαράντα) شهری بندری در ساحل دریای یونان در جنوب کشور آلبانی و مرکز استانی به همین نام است.